# Asterix och britterna
Asterix och britterna (fr: Astérix chez les Bretons) är det åttonde i en serie av klassiska seriealbum, skrivna av René Goscinny och illustrerade av Albert Uderzo, båda fransmän, vars huvudperson är den modige gallern Asterix. Serierna publicerades ursprungligen (i Pilote) 9 september 1965–17 mars 1966 och som seriealbum 1966. Den första svenska utgåvan kom 1971. 1980 utgavs en ny översättning av Ingrid Emond med ny textning.

## Handling
När Julius Caesar överger den lilla gallerbyn och istället satsar på att anfalla Britannien blir Obelix missnöjd, men det är först när Asterix' kusin Fixfax (i den senare översättningen Jollytorax) kommer med bud om att deras lilla by, som fortfarande håller ut mot de romerska arméerna, behöver hjälp, som Asterix och Obelix kommer till britternas undsättning med en tunna trolldryck.
Dessvärre lyckas ett fartyg med romare förvarna trupperna på ön, innan trion kommer fram med tunnan, och en allmän order ges om att alla tunnor ska konfiskeras. Och tunnan med trolldryck blir också konfiskerad. Snart inser romarna vilket kap de har, men varken de eller Asterix lyckas förhindra att tunnan blir stulen - av en vanlig tjuv.

## Anspelningar
I Britannien ser Asterix och Obelix en kvartett trubadurer som är väldigt lika Beatles, vilka åren innan albumet kom fick stora framgångar internationellt.

## Övrigt
- I det här albumet lanseras idén om att det var Asterix som gav britterna téet. Innan dess drack britterna varmt vatten med mjölk.
- Obelix tycker att det är opraktisk att behöva korsa Engelska kanalen på ytan, han föreslår att man bygger en tunnel under vattnet istället.
- I det antika London, Londonium, sköts naturligtvis lokaltrafiken av dubbeldäckade oxkärror.
- Britternas hövding heter Bigboss.